# سرخیو مارتینز (بوکسور)
سرخیو مارتینز (اسپانیایی: Sergio Martínez‎؛ زادهٔ ۲۱ فوریهٔ ۱۹۷۵) بوکسور اهل آرژانتین است. او در سال ۲۰۱۴ پس از باخت مقابل میگوئل کوتو از بوکس خداحافظی کرد، اما در سال ۲۰۲۰ به رینگ بازگشت و در چهار مسابقه پیاپی تا سال 2022پیروز شد.